# Apomecyna paraguttifera
Apomecyna paraguttifera là một loài bọ cánh cứng trong họ Cerambycidae.